# Djangar
Djangar (en rus: Джангар) és un poble (un possiólok) de Calmúquia, a Rússia, segons el cens del 2021 tenia 352 habitants. Pertany al districte municipal d'Oktiabrski.